# Linha de sucessão ao trono espanhol
A Espanha usa um sistema de sucessão que dá preferência ao sexo masculino. Os filhos do sexo masculino têm preferência aos filhos do sexo feminino na sucessão ao trono, e depois, os mais velhos têm preferência sobre os mais novos. Primeiro, vêm os filhos varões, os mais velhos e depois os mais novos; e segundo, vêm as filhas varoas, as mais velhas e depois as mais novas. Ou seja, as herdeiras mais velhas só sucedem à coroa se a descendência masculina não existir. Quem casar contra a proibição expressa do rei ou das Cortes será excluída da sucessão, juntamente com os seus descendentes. Os litígios sobre a sucessão são resolvidos por meio da legislação.
Em 2004, o Partido Socialista Operário Espanhol (PSOE), pensou em novas adaptações na constituição, onde as mulheres poderiam ter os mesmos direitos que os homens até mesmo na linha de sucessão ao trono (como ocorre na Suécia). Uma proposta que foi apoiada até pelo líder do principal partido da oposição, o conservador Partido Popular Espanhol. Foi inicialmente pensada que a mudança só seria aplicável às gerações futuras, mas agora é previsto que a lei poderá ser alterada, caso a Rainha Consorte da Espanha (Letízia Ortiz) venha a ter uma criança do sexo masculino, garantindo assim que a infanta Leonor de Bourbon Ortiz seja de facto sucessora ao seu pai. O anúncio foi feito posteriormente, em 2006, quando a princesa Letízia estava grávida da sua segunda filha. Porém, nem a família real espanhola nem a população espanhola comentam sobre isso. O projeto de igualdade de sexos na sucessão ao trono está, atualmente, engavetado e esquecido.

## Linha de sucessão
- Rei Juan Carlos (n. 1938)
  -  Rei Filipe VI (n. 1968)
    - (1) Leonor, Princesa das Astúrias (n. 2005)
    - (2) Sofia de Bourbon e Ortiz, a infanta Sofia (n. 2007)

  - (3) Elena de Bourbon, a infanta Elena, Duquesa de Lugo (n. 1963)
    - (4)  Felipe de Marichalar e Bourbon (n. 1998)
    - (5)  Victoria de Marichalar e Bourbon (n. 2000)

  - (6)  Cristina de Bourbon, a infanta Cristina (n. 1965)
    - (7) Juan Valentín Urdangarin y Borbón (n. 1999)
    - (8) Pablo Nicolas Urdangarin y Borbón (n. 2000)
    - (9)  Miguel Urdangarin y Borbón (n. 2002)
    - (10)  Irene Urdangarin y Borbón (n. 2005)

## Sucessão ao trono espanhol
De acordo com a Secção 57 da Constituição espanhola, "A coroa de Espanha deve ser herdada pelos sucessores de SM Juan Carlos I de Espanha." Até à data, o governo espanhol não se tem entendido quanto ao ser conveniente esclarecer se esta disposição inclui somente os descendentes de Juan Carlos I. "Sucessor" não é o mesmo que "descendente", mas pode ser entendida como sendo sucessores, tais como irmãos, irmãs, tios, tias, primos, etc. Presumivelmente, a apelidada linha de Borbón, que é mencionada na constituição. As duas irmãs do rei renunciaram aos seus direitos de sucessão, mas essas renúncias tiveram lugar antes da aprovação da constituição e não foram ratificadas pelas cortes como o exigido pelo artigo 57. Os direitos das gerações anteriores são igualmente ensombradas por inúmeras renúncias e casamentos não aprovados, que pode ou não excluir as pessoas envolvidas a partir do trono.
A Secção 57 prevê ainda que "Abdicações, renúncias e qualquer dúvida de facto ou de direito que possam surgir em relação com a sucessão à coroa, serão resolvidas por uma lei orgânica". Presumivelmente, a legislação seria aprovada para clarificar a situação, no caso de todos os descendentes de Juan Carlos morrerem. Como disposição final, a Secção 57 estabelece que "Extinguidas todas as linhas, as Cortes Gerais decidirão a sucessão da coroa na forma que mais convenha aos interesses de Espanha".
O rei Juan Carlos tem todos os filhos já casados e em idade fértil. As suas filhas já  lhe deram seis netos e o seu filho mais novo, o o atual rei, tem já duas filhas. Como resultado, parece pouco provável que Espanha tenha necessidade de olhar para além dos descendentes de Juan Carlos I de Espanha para encontrar futuros monarcas. A não ser que, e até que haja um acto orgânico que venha a esclarecer os direitos dos outros membros da família do rei. A partir de 2008, não existem quaisquer planos para legislar esta questão.

## Linhas presumíveis
- Isabel II de Espanha (1830-1904)
  -  Afonso XII (1857-1885)
    -  Afonso XIII de Espanha (1886-1941)
      - João, Conde de Barcelona (1913-1993)
        -  Rei Juan Carlos (n. 1938)
          -  Rei Filipe VI (n. 1968)
            - (1) Leonor, Princesa das Astúrias (n. 2005)
            - (2) Sofia de Bourbon e Ortiz, a infanta Sofia (n. 2007)

          - (3) Elena de Bourbon, a infanta Elena, Duquesa de Lugo (n. 1963)
            - (4)  Felipe de Marichalar e Bourbon (n. 1998)
            - (5)  Victoria de Marichalar e Bourbon (n. 2000)

          - (6)  Cristina de Bourbon, a infanta Cristina (n. 1965)
            - (7) Juan Valentín Urdangarin y Borbón (n. 1999)
            - (8) Pablo Nicolas Urdangarin y Borbón (n. 2000)
            - (9)  Miguel Urdangarin y Borbón (n. 2002)
            - (10)  Irene Urdangarin y Borbón (n. 2005)

        - Pilar, Duquesa de Badajoz
          - Visconde de La Torre (Don Juan Gómez-Acebo y de Borbón, n. 1969)
            - Don Nicolás Gómez-Acebo y Carney (n. 2013)

          - Don Bruno Gómez-Acebo y de Borbón (n. 1971)
            - Don Alejandro Gómez-Acebo y Cano (n. 2004)
            - Don Guillermo Gómez-Acebo y Cano (n. 2005)
            - Don Álvaro Gómez-Acebo y Cano (n. 2011)

          - Don Luis Gómez-Acebo y de Borbón (n. 1973)
            - Don Luis Felipe Gómez-Acebo y Ponte (n. 2005)
            - Dona Laura Gómez-Acebo y Ponte (n. 2006)

          - Don Fernando Gómez-Acebo y de Borbón (n. 1974)
          - Dona Simoneta Gómez-Acebo y de Borbón (n. 1968)
            - Don Luis Juan Fernández-Sastrón y Gómez-Acebo (n. 1991)
            - Don Pablo Fernández-Sastrón y Gómez-Acebo (n. 1995)
            - Dona María de las Mercedes Fernández-Sastrón y Gómez-Acebo (n. 2000)

        - Margarida, Duquesa de Soria e Hernani, e seus descendentes:
          - Duquesa de Soria e Hernani (Infanta Margarida, n. 1939)
            - Don Alfonso Zurita y de Borbón (n. 1973)
            - Dona María Zurita y de Borbón (n. 1975)

      - Beatriz, Princesa de Civitella-Cesi
        - Infanta Beatriz, Princesa de Civitella-Cesi (1909-2002)
          - Dona Sandra Torlonia, Condessa Clemente Lecquio de Assaba (1936-2014)
            - Conde Alessandro Lecquio de Assaba (n. 1960)

          - Don Marco Torlonia, 6.º Príncipe de Civitella-Cesi (1937-2014)
            - Príncipe de Civitella-Cesi (Don Giovanni Torlonia, n. 1962)
            - Dona Vitória Eugênia Torlonia (n. 1971)
            - Dona Catarina Torlonia (n. 1974)

          - Dona Olimpia Torlonia, Sra Weiller (n. 1943)
            - Dona Aliki Béatrice Weiller y Torlonia (n. 1967)
            - Princesa Sibilla de Luxemburgo (n. 1968)
              - Príncipe Paul Louis de Nassau (n. 1998)
              - Príncipe Léopold de Nassau (n. 2000)
              - Princesa Charlotte de Nassau (n. 2000)
              - Príncipe Jean de Nassau (n. 2004)

            - Dona Cosima Weiller y Torlonia (n. 1984)
            - Dona Domitilla Weiller y Torlonia (n. 1985)

          - Dona Maureen Torlonia, Sra Sowerby (n. 1937)

        - Maria Cristina, Condessa Marone
          -  Infanta Maria Cristina, Condessa Marone (1911-1996)
            - Marquesa Viúva de Casa Loring (Dona Vittoria Marone-Cinzano, n. 1941)
              - Marquesa de Casa Loring (Dona Vittoria de Toledo y Marone-Cinzano, n. 1961)
                - Don Jaime Codorníu y de Toledo (n. 1985)
                - Dona Ana Codorníu y de Toledo (n. 1987)

              - Conde de Villapaterna (Don Francisco de Toledo y Marone-Cizano, n. 1964)
                - Don Daniel de Toledo y Schlanger (n. 1995)
                - Don Jacobo de Toledo y Schlanger (n. 1997)

              - Don Marco de Toledo y Marone-Cinzano (n. 1965)
              - Don Gonzalo de Toledo y Marone-Cinzano (n. 1973)

            - Dona Giovanna Marone-Cizano, Sra Sánchez-Merlo y Ruíz (n. 1943)
              - Don Alfonso Galobart y Marone-Cinzano (n. 1969)
                - Dona Andrea Galobart y Kindelán (n. 1999)
                - Don Alfonso Galobart y Kindelán (n. 2002)

            - Dona María Theresa Beatrice Marone-Cinzano (n. 1945)
              - Duquesa de Baena (Dona María Ruíz de Arana y Marone-Cinzano, n. 1968)
              - Marquesa de Villamanrique (Dona Isabel Ruíz de Arana y Marone-Cinzano, n. 1970)
                - Dona Cristina Izuzquiza y Ruíz de Arana (n. 2002)

              - Marquesa de Brenes (Dona Inés Ruíz de Arana y Marone-Cinzano, n. 1973)

            - Dona Anna Alessandra Marone-Cizano, Sra Schwartz y Girón (n. 1948)
              - Dona Astrid di Santarosa y Marone-Cizano (n. 1972)
              - Dona Yara di Santarosa y Marone-Cizano (n. 1974)

    - Mercedes, Princesa das Astúrias, filha mais velha de Afonso XII:
      - Princesa Mercedes, Princesa das Astúrias e Princesa Carlos de Bourbon-Duas Sicílias (1880-1904)
        - Infante Afonso, Duque da Calabria (1901-1964)
          - Infante Carlos, Duque da Calábria (1938-2015)
            - (20) Princesa Cristina de Bourbon-Duas Sicílias (n. 1966)
              - (22) Dona Victoria López-Quesada y de Borbón-Dos Sicilias (n. 1997)
              - (21) Don Pedro López-Quesada y de Bórbon-Dos Sicilias (n. 2003)

            - (23) Arquiduquesa Maria da Áustria (n. 1967)
              - (24) Arquiduque João da Áustria (n. 1997)
              - (25) Arquiduque Ludwig da Áustria (n. 1998)
              - (27) Arquiduquesa Isabel da Áustria (n. 2000)
              - (28) Arquiduquesa Carlota da Áustria (n. 2003)
              - (26) Arquiduque Filipe da Áustria (n. 2007)

            - (11) Duque de Calábria (Príncipe Pedro de Bourbon-Duas Sicílias, n. 1973)
              - (12) Duque de Noto e Capua (Príncipe Jaime de Bourbon-Duas Sicílias, n. 1993)
                - (13) Princesa Francisca de Bourbon-Duas Sicílias (n. 2023)

              - (14) Príncipe Juan de Bourbon-Duas Sicílias (n. 2003)
              - (15) Príncipe Pablo de Bourbon-Duas Sicílias (n. 2004)
              - (16) Príncipe Pedro de Bourbon-Duas Sicílias (n. 2005)
              - (17) Princesa Sofia de Bourbon-Duas Sicílias (n. 2008)
              - (18) Princesa Blanca de Bourbon-Duas Sicílias (n. 2011)
              - (19) Princesa Maria de Bourbon-Duas Sicílias (n. 2015)

            - (29) Princesa Inés de Bourbon-Duas Sicílias (n. 1971)
              - (31) Nobile Teresa Carrelli Palombi dei Marchesi di Raiano (n. 2003)
              - (32) Nobile Blanca Carrelli Palombi dei Marchesi di Raiano (n. 2005)
              - (30) Nobile Arturo Carrelli Palombi dei Marchesi di Raiano (n. 2014)

            - (33) Princesa Victoria de Bourbon-Duas Sicílias (n. 1976)
              - (34) Anastasios Nomikos (n. 2005)
              - (37) Ana Nomikos (n. 2006)
              - (35) Carlos Nomikos (n. 2008)
              - (36) Simeon Nomikos (n. 2012)

          - Duquesa de Salerno (Princesa Teresa de Bourbon-Duas Sicílias, n. 1937)
            - Don Rodrigo Moreno y de Borbón (n. 1962)
            - Dona Alicia, Sra Hernández y Eraso (n. 1964)
              - Don Íñigo Hernández y Moreno (n. 2000)
              - Dona Alejandra Hernández y Moreno (n. 2000)

            - Don Alfonso Moreno y de Borbón (n. 1965)
              - Don Íñigo Moreno y Calvo (n. 2001)
              - Dona Lucía Moreno y Calvo (n. 2003)

            - Dona Beatriz, Sra Urquijo (n. 1967)
              - Dona Teresa Urquijo y Moreno (n. 1996)
              - Don Juan Urquijo y Moreno (born 1999)

            - Dona Clara Moreno y de Borbón (n. 1971)
            - Dona Delia, Sra Ledesma (n. 1972)
              - Dona Alicia de Ledesma y Moreno (n. 2009)
              - Don Enrique de Ledesma y Moreno (n. 2010)

          - Duquesa de Siracura (Princesa Inés de Bourbon-Duas Sicílias, n. 1940)
            - Dona Isabel, Sra Galán (n. 1966)

        - Dona Carlota Galán y de Morales (n. 1998)
        - Dona Inés Galán y de Morales (n. 2000)
          -             - Dona Eugenia, Sra Valdenebro (n. 1967)
              - Don Gonzalo Valdenebro y de Morales (n. 1998)
              - Dona Jimena Valdenebro y de Morales (n. 2002)

            - Dona Sonia, Sra García-Atance (n. 1969)
              - Don Alfonso Romero y de Morales (n. 1989)
                - Don Íñigo García-Atance y de Morales (n. 2000)
                - Dona Sofía García-Atance y de Morales (n. 2001)

            - Don Manuel de Morales y de Borbón (n. 1971)
              - Don Luis de Morales y Ruiz de Azcárate (n. 2009)
              - Don Juan de Morales y Ruiz de Azcárate (n. 2012)

            - Dona Mencía de Morales y de Borbón (n. 1976)

    - Maria Teresa, Princesa Fernando da Baviera, filha mais nova de Afonso XII:
      - Infanta Maria Teresa, Princesa Fernando da Baviera (1882-1912)
        - Infante José Eugenio (1909-1966)
          - Princesa Maria Cristina, Sra de Urquijo (n. 1936)
          - Príncipe Fernando Juan da Baviera (n. 1937)
            - Princesa Cristina da Baviera (n. 1974)

          - Marquesa Platino (Princesa Maria Theresia da Baviera, n. 1941)
            - Dona Myrta, Sra Escudero (n. 1965)
            - Dona Sonia Victoria, Sra Matossian (n. 1969)

        - Infanta Maria de las Mercedes, Princesa Irakli Georgeievich Bagration-Moukhransky (1911-1953)
          - Princesa Maria de la Paz, Sra Blanco (n. 1947)
            - Dona Mercedes Blanco y Bagaration-Moukhransky (n. 1969)
            - Don Luis Alfonso Ortiz y Bagaration-Moukhransky (n. 1983)

          - Príncipe Bagrat Bagration-Moukhransky, n. 1949)
            - Príncipe Juan Bagration-Moukhransky (n. 1977)
            - Príncipe Ines Bagration-Moukhransky (n. 1980)

  - Maria da Paz, Princesa Luis Fernando da Baviera, filha mais nova de Isabel II:
    - Infanta Maria da Paz, Princesa Luis Fernando da Baviera (1862-1946)
      - Príncipe Adalberto da Baviera (1886-1970)
        - Príncipe Constantino da Baviera (1920-1969)
          - Príncipe Leopoldo da Baviera (n. 1943)
            - Príncipe Manuel da Baviera (n. 1972)
              - Príncipe Leopoldo da Baviera (n. 2007)
              - Princesa Alva da Baviera (n. 2010)

            - Princesa Maria de Pilar da Baviera (n. 1978)
            - Princesa Maria Felipa, Sra Dienst (n. 1981)
            - Príncipe Constantino da Baviera (n. 1986)

          - Príncipe Adalberto da Baviera (n. 1944)
            - Princesa Bernadotte da Baviera (n. 1986)
            - Príncipe Herbertus da Baviera (n. 1989)

          - Baronesa de Stichsenstein (Princesa Ysabel da Baviera, n. 1954)